# Parco Lazar Hloba
Il Parco Lazar Hloba (in ucraino Парк Лазаря Глоби?; in russo Парк Глобы?) è uno dei più antichi e belli di Dnipro in Ucraina.

## Storia

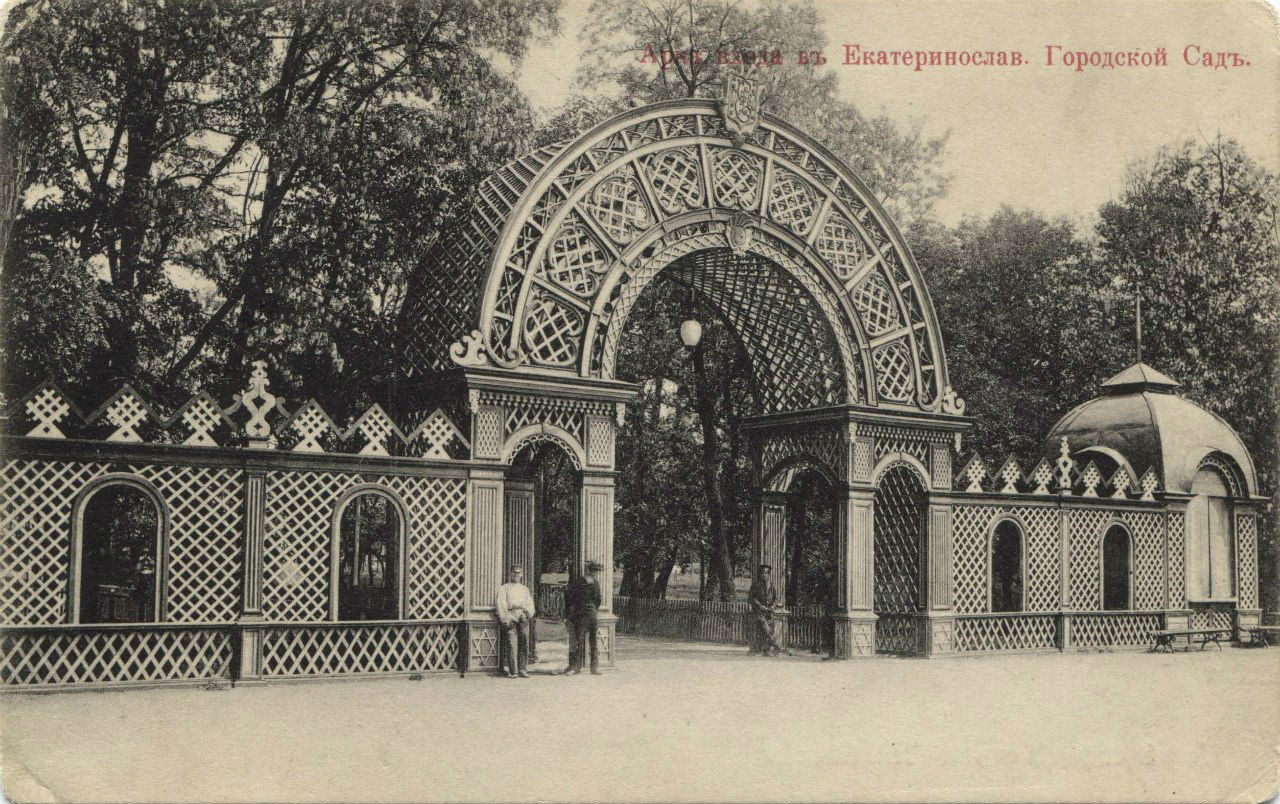
Ingresso al parco all'inizio del XX secolo

Monumento a Lazar Hloba

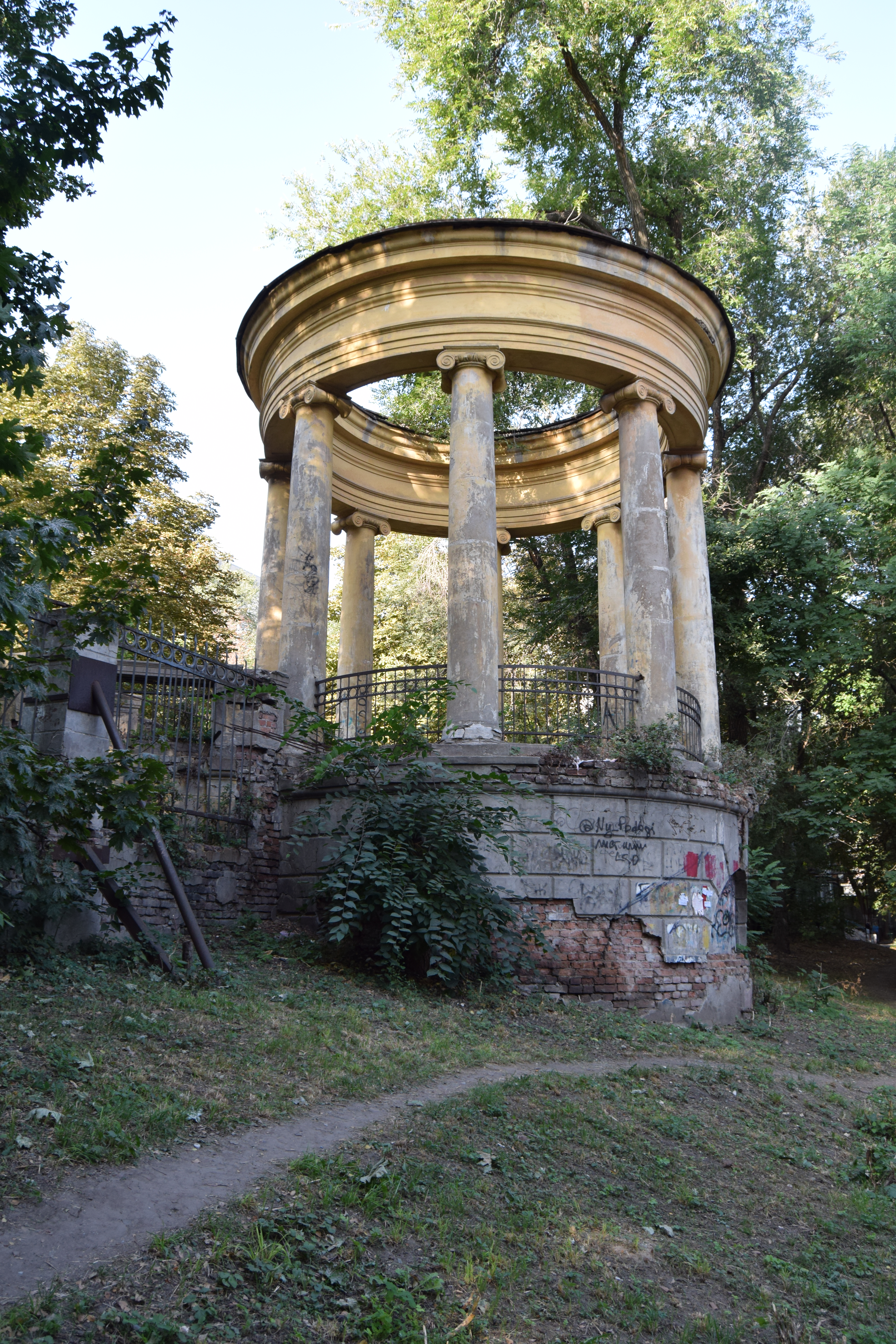
Rotonda in stile classico

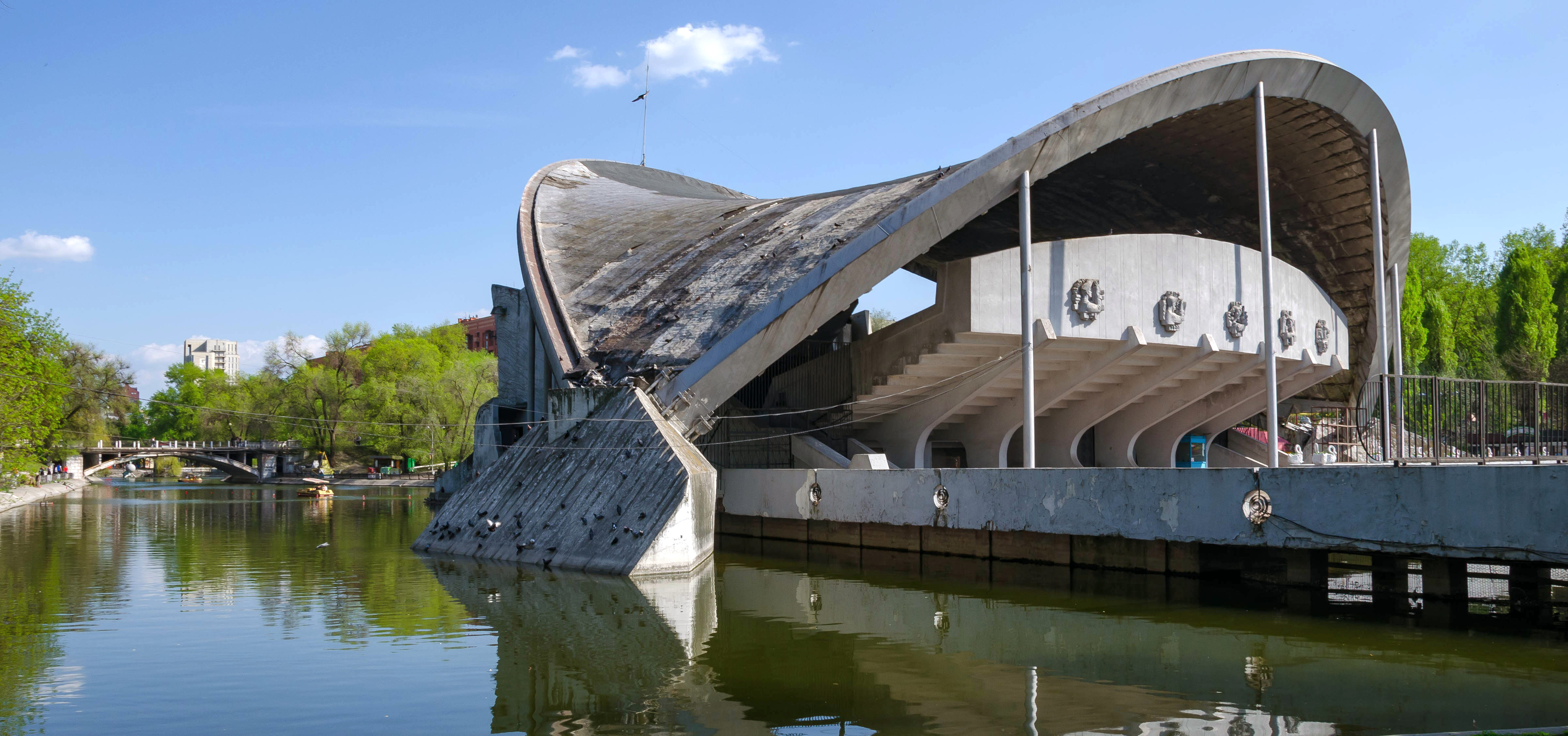
Teatro all'aperto

La storia del parco inizia nel 1807, quindi dopo quella del Parco Taras Ševčenko, che risale al 1784.
In origine l'area venne utilizzata come frutteto dalle famiglie cosacche locali e rimane uno dei luoghi storici più antichi della città e a lungo fu legata al parco Ševčenko per le sue parti più basse.
Il nome recente risale al 1992 e da quel momento è stata eliminata la ruota panoramica sino ad allora presente.

## Descrizione
Il parco è intitolato a Lazar Hloba ed è il parco cittadino centrale della metropoli ucraina Dnipro.
L'area è ampia e ospita un lago e numerose strutture ricreative come giostre, aree giochi e locali diversi.

## Punti d'interesse
- Monumento a Lazar Hloba
- Teatro all'aperto
- Rotonda in stile classico
- Scultura dedicata al Piccolo Principe
- Busti di Albert Voytsekhovych e Alexei Fyodorov
- Statua di Valery Chkalov
- Ponte pedonale